# Мёллер, Ральф
Ральф Ру́дольф Мёллер (нем. Ralf Rudolf Möller; род. 12 января 1959, Рекклингхаузен, Северный Рейн-Вестфалия, ФРГ) — немецкий культурист и киноактёр. Наиболее известен зрителю по роли Бракуса в фильме «Лучшие из лучших 2», ролью Кьяртана в фильме Майкла Чапмана «Саги о викингах», ролью Хагена в фильме Ридли Скотта «Гладиатор» и ролью Торака в фильме «Царь скорпионов». Также сыграл роль Конана в одноимённом сериале.

## Карьера культуриста
В сети часто обсуждают участие Мёллера в турнире «Мистер Олимпия» 1983 года, где он якобы не занял никакого места либо был дисквалифицирован. Настоящее положение дел таково: Ральф был приглашен на «Олимпию» для выступления с гостевым позированием. Принимать участие в «Олимпии» он не имел никакого права, поскольку был ещё любителем. Профессиональную карту Ральф Мёллер получил лишь в 1986 году после победы в любительском «Чемпионате Мира». Первое его выступление на «Олимпии» состоялось в 1988 году, Ральф тогда стал 20-м.
В 1990 году Мёллер принял участие в турнире «Арнольд Классик», однако был дисквалифицирован и не занял никакого места. Ральф вовремя сориентировался, что в большом бодибилдинге ему не суждено покорить высоты и ушел в кинематограф. Как показало время, он не ошибся. Многие культуристы пробовали себя в кино, и имя Меллера среди них далеко не на последнем месте.

### История выступлений
Соревнование Место
- Арнольд Классик 1990 дисквалифицирован
- Мистер Олимпия 1988 20
- Чемпионат Мира любительский 1986 1 в категории Тяжелый вес
- Чемпионат Мира любительский 1985 5 в категории Тяжелый вес
- Мистер Олимпия 1983 —
- Чемпионат Мира любительский 1983 3 в категории Тяжелый вес
- Чемпионат Мира любительский 1982 4 в категории Тяжелый вес

## Кинокарьера
Первую роль Ральф Мёллер сыграл в 1989 году в фильме «Киборг», который стал довольно популярным во всем мире. В 1992 году Ральф вместе с Ван Даммом и Дольфом Лундгреном снялся в фильме «Универсальный солдат». Говорят, что Мёллер с Лундгреном поссорились после съемок этого фильма, выясняя, кто из них популярнее.
Ральф Мёллер не видел себя в роли отрицательного героя. Так, в 1992 году он отказался от предложения Сильвестра Сталлоне сыграть роль Саймона Феникса в фильме «Разрушитель». В 1994 году Жан Клод Ван Дамм предложил Ральфу сыграть роль генерала Байсона, главного отрицательного персонажа в фильме «Уличный боец», и тоже получил отказ.
Широкую известность Ральф Мёллер получил после роли Бракуса в фильме «Лучшие из лучших 2», который вышел на экраны в 1993 году. Однако лучшая его работа в кино — роль Конана в одноимённом 22-серийном фильме 1997—98 годов, роль, которая когда-то сделала «звездой» Арнольда Шварценеггера. Фильм имел большой успех в 90 странах мира и многократно окупил свой 25-миллионный бюджет. Для съемок в этом фильме Ральф проводил ежедневные тренировки в зале. Каждую пятницу ему преподавал уроки боя на мечах знаменитый мастер боевых искусств Кишио Ямасаки. Кроме этого, каждый день Мёллер обучался верховой езде.
Всего на счету Мёллера 38 ролей. Одна из последних его работ — роль в фильме «Саботаж» 2014 года.
В 2003 году снялся в клипе немецкой группы Scooter — Maria (I Like it Loud). В 2003 снялся в клипе E Nomine — Schwarze Sonne.

## Фильмография
- 1989 — Киборг / Cyborg — Brick Bardo
- 1990 — Осторожно, перестройка / Occhio alla perestrojka — Сергей
- 1992 — Универсальный солдат / Universal Soldier — GR76
- 1993 — Лучшие из лучших 2 / Best of the Best 2 — Бракус
- 1995 — Саги о викингах / The Viking Sagas — Кьяртан
- 1997 — Бэтмен и Робин / Batman & Robin — Arkham Asylum Guard
- 1997 — Отряд Возмездия / en:The Bad Pack — Курт Майер
- 1997 — 1998 — Конан / Conan the Adventurer — Конан
- 2000 — Гладиатор / Gladiator — Хаген
- 2001 — Королева мечей / Queen of swords — Роман Петров
- 2002 — Царь скорпионов / The Scorpion King — Торак
- 2004 — Кольцо Нибелунгов / Ring of the Nibelungs — King Thorkilt
- 2006 — Пивной бум / Beerfest — Хаммахер
- 2007 — Следопыт / Pathfinder — Улфар
- 2007 — Постал / Postal — офицер Джон
- 2007 — Сид: Месть восставшего / Seed — староста Арнольд
- 2008 — Один в темноте 2 / Alone in the Dark II — Бойл
- 2008 — Far Cry / Far Cry — Макс Кардинал
- 2008 — Время кометы[англ.] — барон фон Кейтель
- 2010 — Турист / The Tourist — Jail Bird Lunt
- 2014 — Саботаж / Sabotage
- 2016 — Вне игры / Beyond the Game
- 2016 — Безбашенный Ник / Tschiller: Off Duty — Акталай
- 2019 — Последний бык

## Личная жизнь
Сейчас Ральф Мёллер с женой Аннет и с дочками Жаклин и Лаурой проживает в Лос-Анджелесе. Он очень любит верховую езду, теннис, подводное плавание, а также быструю езду на мотоцикле. Ральф Мёллер часто посещает родину, занимается благотворительностью (оказывает помощь трудным подросткам) и часто появляется в различных передачах на ТВ.
В 2008 году Ральф решил последовать примеру своего старшего товарища Арнольда Шварценеггера и податься в политику. Он выдвигал свою кандидатуру на должность Министр-президента (главы) земли Северный Рейн-Вестфалия.
Ральф Мёллер до сих пор занимается бодибилдингом, поддерживая прекрасную форму и пропагандируя здоровый образ жизни.

## Бизнес
Ральф сотрудничает с компанией «LR health & beauty system», он выпустил линию товаров по уходу за телом и парфюмерии под маркой «Ralf Moeller» (на продукции пишется лишь аббревиатура «RM»), состоящую из туалетной воды, шампуня и бальзама после бритья. Парфюмерия представлена и на российском рынке.